# Surabaya International 2024
Die Surabaya International 2024 im Badminton fanden vom 22. bis zum 27. Oktober 2024 in Surabaya statt.

## Sieger und Platzierte
| Disziplin    | Gold                                              | Silber                     | Bronze                                                |
| ------------ | ------------------------------------------------- | -------------------------- | ----------------------------------------------------- |
| Herreneinzel | Koo Takahashi                                     | Riku Hatano                | Sholeh Aidil                                          |
| Herreneinzel | Koo Takahashi                                     | Riku Hatano                | Muhammad Reza Al Fajri                                |
| Dameneinzel  | Yataweemin Ketklieng                              | Mutiara Ayu Puspitasari    | Karupathevan Letshanaa                                |
| Dameneinzel  | Yataweemin Ketklieng                              | Mutiara Ayu Puspitasari    | Wong Ling Ching                                       |
| Herrendoppel | Rahmat Hidayat Yeremia Erich Yoche Yacob Rambitan | Lu Ching-yao Wu Guan-xun   | Chiang Chien-wei Wei Chun-wei                         |
| Herrendoppel | Rahmat Hidayat Yeremia Erich Yoche Yacob Rambitan | Lu Ching-yao Wu Guan-xun   | He Zhi-wei Huang Jui-hsuan                            |
| Damendoppel  | Lanny Tria Mayasari Siti Fadia Silva Ramadhanti   | Hsieh Pei-shan Hung En-tzu | Siti Sarah Azzahra Agnia Sri Rahayu                   |
| Damendoppel  | Lanny Tria Mayasari Siti Fadia Silva Ramadhanti   | Hsieh Pei-shan Hung En-tzu | Arlya Nabila Thesa Munggaran Az Zahra Ditya Ramadhani |
| Mixed        | Lanny Tria Mayasari Siti Fadia Silva Ramadhanti   | Hsieh Pei-shan Hung En-tzu | Siti Sarah Azzahra Agnia Sri Rahayu                   |
| Mixed        | Lanny Tria Mayasari Siti Fadia Silva Ramadhanti   | Hsieh Pei-shan Hung En-tzu | Arlya Nabila Thesa Munggaran Az Zahra Ditya Ramadhani |